# 支配人
支配人（しはいにん）は、商業使用人の一種。役職名としても用いられる。
英語ではマネージャー（manager）やディレクター（director）などに相当する。なお、一般にエグゼクティブ（executive）を付した役職はディレクターよりも上位の役職である。

## 法制度
支配人（独: Prokurist）は、ドイツ法や日本法などの商法上の概念。日本法においては、通説上、商人に代わってその営業に関する一切の裁判上または裁判外の行為をする権限を有する商業使用人として定義される。

### 定義
支配人の定義には争いがあるが、通説的にはその権限に着目して、商人に代わってその営業に関する一切の裁判上または裁判外の行為をする権限を有する商業使用人とされる（実質説）（商法21条1項）。この権限を、支配権（独: Prokura）という。
商人は、支配人を選任し、ある営業所の営業を任せることができる（商法20条）。一般的には、支店長クラスが商法上の支配人に該当する。

### 資格・選任
委員会設置会社の取締役は、当該会社の支配人を兼ねることができない（会社法331条）。
監査役は、株式会社若しくはその子会社の支配人を兼ねることができない（会社法335条）。
取締役会設置会社以外の株式会社では、定款に定めがある場合以外には、取締役が支配人の選任及び解任を行う（会社法348条）。
取締役会設置会社では取締役会または委任された執行役が、支配人の選任及び解任を行う（会社法362条）。

### 権限・義務
支配人の権限は、裁判上の行為も含めその営業所（会社法上は「本店又は支店」）における営業（会社法上は「事業」）に関する一切に及ぶ（商法21条1項、会社法11条1項）。対外的には、商人（会社）の包括的な代理権を有することになる。また、他の使用人の選解任権を有する（会社法11条2項）。
支配人の代理権に加えた制限は、善意の第三者に対抗することはできない（商法21条3項、会社法11条3項）。そのため、例えば1億円以上の取引は本社の決裁を必要とすると会社内部の規則で定めていたとしても、取引の相手方が内部規則を知らなかった場合は取引の効果は会社に帰属することになる。
支配人は、商人または会社に対して競業避止義務を負い、商人または会社の許可がない限り、自ら営業を行うこと、自己または第三者のために商人または会社の事業の部類に属する取引をすること、他の商人または会社の使用人になること、他の会社の取締役・執行役・業務執行社員になることが禁止され、また、精力分散防止義務を負う（商法23条1項、会社法12条1項）。

### 表見支配人
商人または会社が、営業所の営業の主任者であるかのような名称を付した商業使用人のことを、表見支配人（ひょうけんしはいにん）という。この場合、取引の安全を考慮して、善意の第三者に対しては支配人とみなされ、表見支配人の行った行為は、商人または会社に帰属する（商法24条、会社法13条）。これは、権利外観理論（表見法理）の現れである。
実務上、特に宿泊業・飲食業において単に現場責任者である従業員に「○○支配人」の肩書きを与えている事があるが、当項目のとおり支配人登記の有無に関わらず法律上の責務が生じる。

### 名目的支配人
裁判所における貸金や未払金の請求訴訟などにおいて、法人側が、支配人登記をした者を訴訟代理人として出廷させることがしばしばある。
簡易裁判所以外の裁判所においては代表者本人または弁護士たる訴訟代理人が出廷するのが原則である。但し支配人を選任した場合は、支配人も裁判上の行為をする権限を有するため訴訟代理人出廷することができる（商法21条1項、会社法11条1項）。そして貸金業者・信販会社など債権額が少額かつ大量に訴訟を手がける企業においては、弁護士に依頼するよりコスト上有利であるといった理由で、自社の債権管理担当部門の従業員に対し支配人登記をし、支配人を訴訟代理人として出廷させることがある。
しかし法人が出廷させる支配人が、実質的には営業について何らの裁量権を有していないなど、およそ支配人としての権限を有しておらず、民事訴訟法に定める「支配人」ではないと認められる場合には、法廷から排除されることもある。この場合、法人側が新たな代理人を出廷させて追認するなどしない限り、「支配人」が行った訴訟活動は効力を有しないことになる。

## 役職名
営業主が所有する不動産の運用先として運営されることの多いゴルフ場、ホテルや劇場などの業界では、営業主が業務に精通した使用人や業者に事業運営を任せる場合があり、この場合は本店・支店を問わず「支配人」が置かれる。また、複数の営業所を統括する役職として「総支配人」や「統括支配人」が置かれることもある。

### ホテル
ホテルの場合、ホテル全体を「総支配人」が統括し、ホテル内の客室・レストラン・会議場・宴会場等の各部門にそれぞれ「副総支配人」などが配置されることもある。これは管理人に準ずる業務でもある。
以下はホテルの支配人の例
- 総支配人（General Manager）[1]
- 副総支配人（Executive Assistant Manager）[1]
- フロント支配人（Front Office Manager）[1]
- フロント副支配人（Assistant Front Office Manager）[1]
- 客室支配人（Executive Housekeeper）[1]
- 客室副支配人（Assistant Executive Housekeeper）[1]
- 営業支配人（Director of sales）[1]
- 宴会営業支配人（Director of Banquet sales）[1]
- 広報支配人（Public Relations Director）[1]
- 人事支配人（Director of Personnel）[1]
- 仕入支配人（Purchasing Agent）[1]
- 仕入副支配人（Assistant Purchasing Agent）[1]
- 料飲支配人（F&B Manager）[1]
- 宴会支配人（Banquet Manager）[1]
- レストランマネージャー（Restaurant Manager）[1]

### 商社・航空会社
商社や航空会社の海外の一定地域の責任者（多くは複数の現地法人、支店、営業所等の拠点を管理する立場）のことを「支配人」と称する場合もある（これは各会社の本国法との関係により変動する）。

### レストラン
レストランの営業主が料理人（オーナー・シェフ）である場合、支配人に接客業務を任せることがある。

### スーパーマーケット
スーパーマーケットの店舗営業責任者の役職は店長である場合が多いが、仕入れ、値付け、パート従業員の採用・解雇などの広範な権限を与えられており、支配人として登記されることがある。

### 工場
工場は一般的な意味では営業所ではないが、工場長には労働者の雇用、資材調達、苦情処理、各種法令関係等について代理権が付与される場合があり、これを法的に裏付けるために工場長を支配人にすることがある。